# ابه لنسترا
ابه لنسترا (هلندی: Abe Lenstra; ۲۷ نوامبر ۱۹۲۰ – ۲ سپتامبر ۱۹۸۵) بازیکن فوتبال اهل هلند بود.
از باشگاه‌هایی که در آن بازی کرده‌است می‌توان به باشگاه فوتبال هیرنفین اشاره کرد.
وی همچنین در تیم ملی فوتبال هلند بازی کرده‌است.